# Esteles ibèriques de Badalona
Les esteles ibèriques de Badalona són un conjunt de tres esteles funeràries ibèriques conservades al Museu de Badalona. Presenten inscripcions en escriptura ibèrica nord-oriental amb el nom del difunt i estan decorades amb una sèrie de símbols. Són un conjunt destacat tenint en compte que a Catalunya només es conserven vuit esteles ibèriques.
L'estela de Can Peixau va ser trobada el 1929 al barri de Llefià. L'any 2000, durant l'excavació del cardo maximus de la ciutat romana de Baetulo, es van trobar dues esteles més amb la repetició d'un nom propi a les inscripcions. Suposadament corresponents al pare i al fill, constitueixen un cas únic.

## Context històric

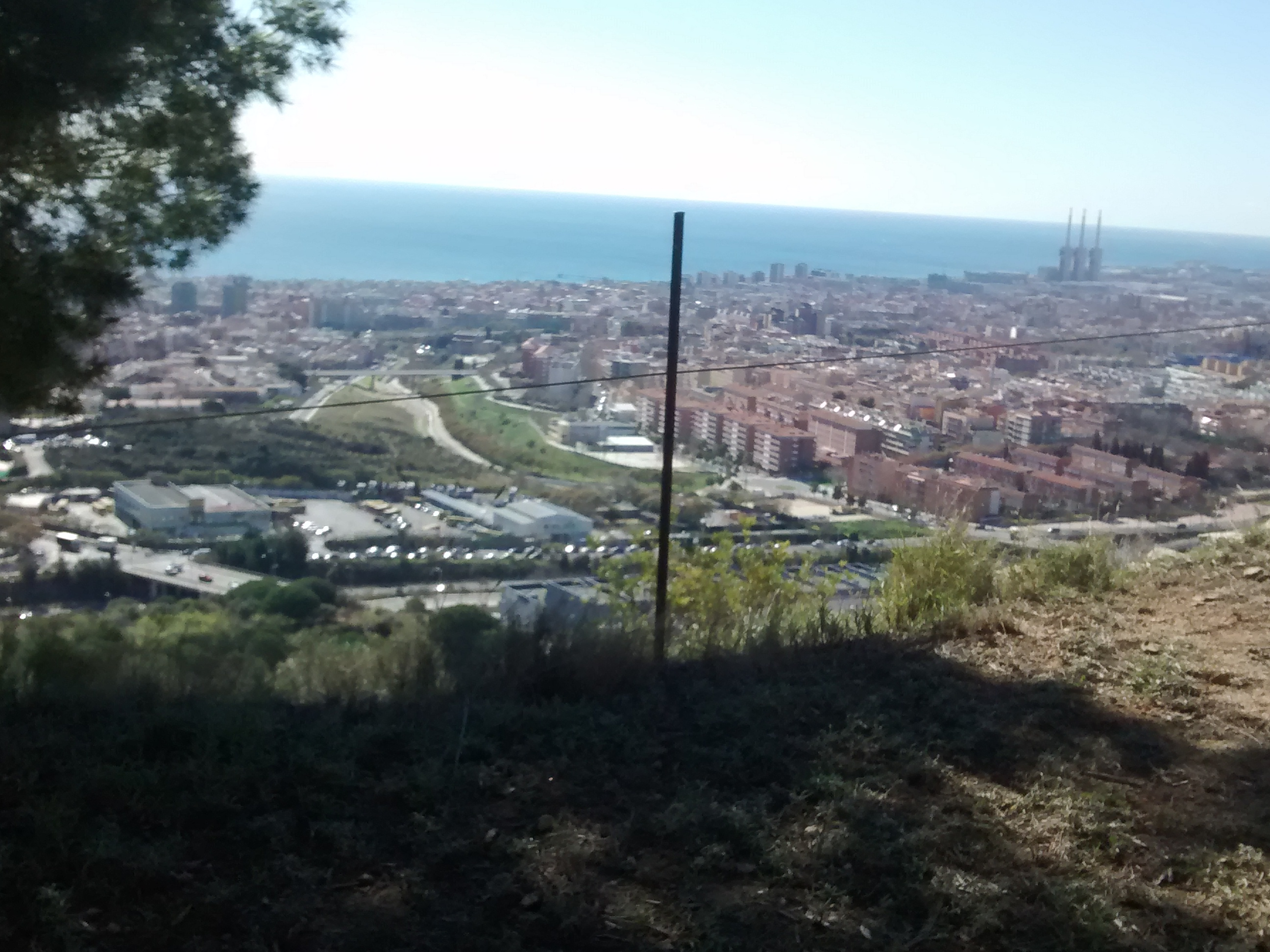
Vista de Badalona des del poblat del Turó d'en Boscà. Al centre de la imatge es va construir la nova Baetulo

La datació de les esteles correspon al període del darrer poblament del poblat ibèric del Turó d'en Boscà, l'antiga Baitolo, i l'inici de la nova Baetulo romana. El poblat ibèric es troba a 198 metres d'altitud i va ser refundat pels romans a la plana per on passava la branca del Maresme de la via Augusta, sobre el petit turó d'en Rosés, actualment barri del Dalt de la Vila. El nom Baitolo, transcripció de , es coneix per inscripcions en monedes ibèriques, evident precedent del llatí Baetulo. Una vegada fundada la ciutat romana a principi del segle i aC, el poblat ibèric es va anar abandonant i probablement se'n va reutilitzar material per a la construcció.
Els ibers incineraven els cadàvers i majoritàriament dipositaven les restes no calcinades en podrimeners col·lectius. Només una part de la societat tenia un ritual d'enterrament en la necròpoli. Aquestes solien estar situades fora de les muralles però prop del poblat al mateix turó. Després de la cremació les restes eren dipositades en una urna enterrada juntament amb objectes personals del difunt. Les necròpolis dels laietans eren austeres. Sobre el túmul de terra i pedres s'assenyalava el lloc col·locant a sobre una estela amb el nom del difunt i una decoració simbòlica.

## Context arqueològic

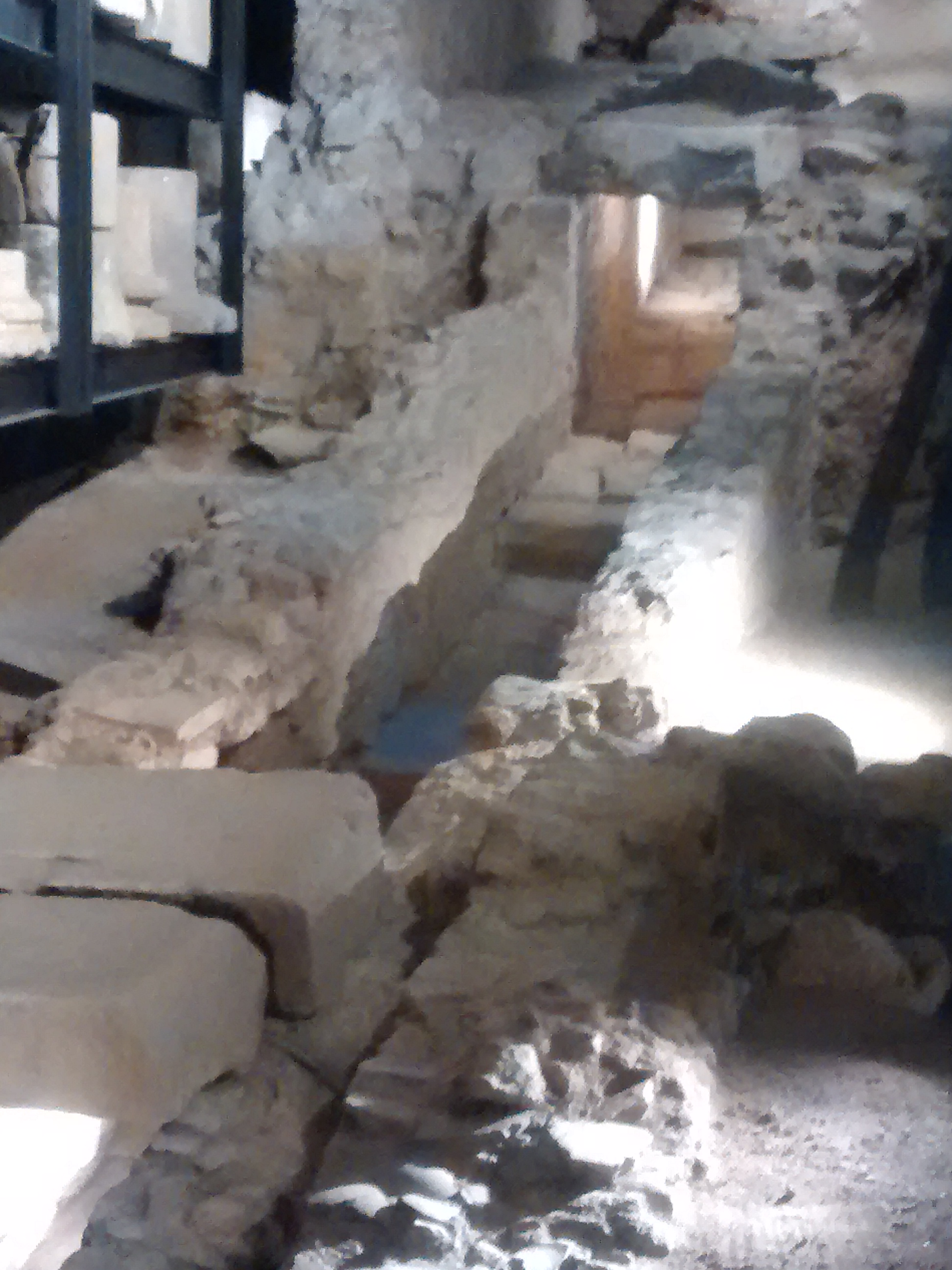
Claveguera del cardo maximus de Baetulo, on es van trobar dues esteles entre les lloses

Les tres esteles van ser trobades fora del seu context originari, en zones amb restes romanes lluny del poblat ibèric. La primera estela és de la zona de Can Peixau, a Llefià, on hi havia hagut una vil·la romana, i les altres dues foren reutilitzades en l'estructura del cardo maximus de la ciutat romana de Baetulo. La cronologia de les tres esteles correspon al període entre el 150 aC i el 75 aC, i se superposen amb l'inici de l'època romana al principi del segle I aC.
L'estela de Can Peixau, o de Llefià, va ser trobada l'any 1929, reutilitzada com a banc en l'entrada de l'antiga masia de Can Peixau. Va ser traslladada al Museu de l'Agrupació Excursionista de Badalona. El museu fou espoliat l'any 1940 després de la Guerra Civil i l'estela fou dipositada al Museu Arqueològic de la Diputació. L'any 1980 va ser retornada al Museu de Badalona. La masia va ser enderrocada l'any 1957. Estava situada entre els actuals carrers de Font i Escolà, Baldomer Solà, Miquel Servet i Galileu, en l'antiga zona de Llefià, actualment barri del Raval. En el jaciment de Can Peixau, al voltant de l'antiga masia, s'hi ha trobat una vil·la romana senyorial amb dependències rústiques i diversos monuments funeraris romans.
Les dues esteles de Baetulo van ser trobades el juliol del 2000 durant les excavacions en la zona del fòrum de la ciutat romana, sota la plaça de Font i Cusó. Es va posar al descobert un tram de la claveguera que anava per sota del cardo maximus. Normalment el cardo maximus es planificava en direcció de nord a sud, però a Baetulo és perpendicular al litoral i s'aprofitava el desnivell del turó d'en Rosés (20 m d'altitud) per al col·lector d'aigües. La claveguera, de 80 cm d'amplada i 90 cm de profunditat, estava coberta per grans blocs de pedra en forma de lloses. Entre aquestes lloses van aparèixer dues esteles ibèriques, una al costat de l'altra falcades amb pedres més petites. Havien estat reutilitzades d'alguna necròpoli com a coberta de claveguera. Una té 90 cm de llargada i l'altra 142 cm, però els romans les havien escapçat per adaptar-les a l'amplada del col·lector. El trasllat es devia fer poc després de la fundació de Baetulo, a principi del segle I aC. Estan datades entre els anys 150 aC i 75 aC. Sorprèn el fet de reutilitzar uns monuments funeraris de poc més de 50 anys d'antiguitat com a coberta de claveguera. Indica un sentit pràctic sense escrúpols.

## Inscripcions
| Estela     | Imatge               | Lectura | Transliteració              |
| ---------- | -------------------- | --- | --------------------------- |
| 1.         | Estela 1 de Baetulo  | ḿ402 · l1 · be202 · bi3 · u2 · ŕ5 · a4 · r3 · p2 · ḿ402 · i2                                                    | ḿlbebiu ŕar·ḿi              |
| 2.         | Estela 2 de Baetulo  | ba1 · n102 · tu2 · i1 · n102 · ḿ402 · i1 · p2 · ḿ402 · l1 · be202 · bi3 · u2 · ŕ5 · e1 · ba1 · n102 · e1 · n102 | bantuin ḿi·ḿl bebiuŕe banen |
| Can Peixau | Estela de Can Peixau | a4 · ka1 · n2 · o2 · s101                                                                                       | akanos                      |

### Epigrafia
Les esteles tenen inscrit el nom del difunt en escriptura ibèrica nord-oriental, des d'una forma simple fins a una expressió més elaborada. L'escriptura ibèrica està desxifrada, però la llengua ibèrica roman en gran part incomprensible. Tanmateix, s'han fet progressos en el camp de l'antroponímia, tant pel context com per l'estructura lèxica. L'estudi del bronze d'Ascoli, amb una relació en llatí d'uns 30 noms ibèrics, posa de manifest que els noms personals tenen segments lexicals que es repeteixen. Els noms personals ibèrics són bimembres, és a dir, que estan compostos per dos formants normalment bisíl·labs o monosíl·labs. Aquests formants es combinen lliurement, com a primer o com a segon component, per formar els noms personals. Jürgen Untermann va identificar 141 formants antroponímics. Per exemple, el famós cabdill Indíbil, en llatí Indibilis, està compost pels formants coneguts «inti + bilis».
L'estela de Can Peixau té una inscripció de difícil lectura en el primer signe pel seu estat de conservació. Hi ha consens en la lectura  akanos, un nom personal ibèric format per «aka + nos». Aquests dos formants antroponímics no estan prou documentats. Se suposa que són variants d'«aker + nios».
L'estela 1 de Baetulo porta una inscripció en dues línies feta amb incisió profunda però irregular. La lectura és ḿlbebiuŕar·ḿi. A pesar de la interpunció, està compost pel nom personal «ḿlbebiuŕ» més el complex sufixal «-ar-ḿi» conegut darrere antropònims. El nom personal «ḿlbebiuŕ» està compost pels formants coneguts «ḿlbe + biuŕ». El signe transliterat «ḿ» és algun fonema nasal que en llatí es transcrivia per «na», per exemple en el bronze d'Ascoli apareix el nom ibèric Nalbeaden amb el mateix formant «ḿlbe». El complex sufixal pot ser un datiu o un genitiu, tot i les reserves que implica assignar casos gramaticals a una llengua aglutinant. El significat és «per a o de Nalbebiur».
L'estela 2 de Baetulo porta una inscripció més complexa amb incisió profunda, però a vegades imprecisa i sense unió dels traços. En quatre línies es llegeix: «bantuin / ḿi·ḿl / bebiuŕe / banen». Només hi ha una interpunció en la segona línia separant la primera paraula. La segmentació proposada és: bantuinḿi ḿlbebiuŕ ebanen. Es repeteix el nom «ḿlbebiuŕ» de l'estela 1. El primer nom «bantuinḿi» està compost pels formants «ban + tui» i el complex sufixal «-(e)n-ḿi». El primer formant «ban» té paral·lels en altres noms personals, però resulta problemàtic per ser un nom comú força usat, entre altres possibilitats com el numeral 1. El segon formant, «tui», és una variant del conegut «tuitu». El complex sufixat «-(e)n-ḿi» és habitual darrere noms propis i seria equivalent a «-ar-ḿi» de l'estela 1. La darrera expressió «ebanen», formada per «eban» més el sufix «-en» de genitiu, correspon a la fórmula llatina filius usada per a indicar la filiació. La traducció és «per a (o de) Bantui, el fill de Nalbebiur».
Així com en l'estela 1 de Baetulo, suposadament del pare, només s'indica el nom sense filiació, el fet que l'estela 2, suposadament del fill, usi l'equivalent a la fórmula de nom romà amb filiació implica una certa llatinització entre una generació i l'altra, tot conservant la llengua i l'escriptura ibèrica.
Les tres inscripcions tenen com a signatura de la catalogació del Monumenta Linguarum Hispanicarum d'Untermann, correlativament: C.8.1, C.8.10 i C.8.11. La lletra C indica la zona litoral catalana, el número 8 indica el jaciment de Baetulo, el número següent és correlatiu segons les troballes en el jaciment.

### Iconografia
L'estela de Can Peixau té l'epígraf en caràcters ibèrics en la part superior. A sota té un marc amb tres llances verticals i una esvàstica a la seva dreta. En la part inferior té una lluna creixent i una roseta de sis puntes sobre un cercle rebaixat. Aquesta iconografia és molt semblant a l'estela de Barcelona que es va trobar el 1858 en una finca del carrer de l'Arc de Sant Ramon del Call, sembla que incrustada a la muralla romana. Aquesta estela de Barcelona està documentada, però actualment se'n desconeix la localització.
L'estela 1 de Baetulo no té cap decoració. No és possible saber si en tenia cap en la part superior escapçada.
En l'estela 2 de Baetulo l'epígraf en quatre línies ocupa els dos terços inferiors. En el terç superior té un baix relleu amb cinc llances verticals. Només una d'elles conserva la punta, les altres quatre segurament es van destruir per encaixar l'estela a l'amplada de la claveguera.
La decoració amb llances de l'estela de Can Peixau i de l'estela 2 de Baetulo es repeteix en tres esteles més disperses per Catalunya (Rubí, Tona i Sant Sebastià de la Guarda) i en un bon nombre d'esteles del Baix Aragó. El fet que la decoració amb llances es concentri en la zona dels sedetans i es trobi dispersa entre tres pobles més de la Catalunya ibèrica s'explica si es tractés d'algun tipus de tropa militar en moviment, segurament al servei dels romans. Això explicaria també la desídia per conservar la seva memòria. Tampoc és segur que les esteles provinguin de la necròpolis ibèrica de Baitolo. Podria ser d'una necròpolis més tardana, romana o iberoromana, que solien fer-se prop de les vies de comunicació, o en aquest cas d'un campament militar de reclutament. En qualsevol cas les llances indiquen que es tracta de tombes de guerrers.
Les llances no representen cap tipus concret d'arma sinó una esquematització, disposades sempre verticalment de forma paral·lela, en un nombre variable. L'ús funerari de llances s'ha relacionat amb un passatge d'Aristòtil en l'obra Política: «Entre els ibers, poble bel·licós, s'aixequen tantes llances [obeliskoi] al voltant de la tomba d'un home com enemics hagi aniquilat» (Pol. VII, 2, 11; 1324b). El terme ὀβελίσκος, diminutiu de ὀβελός («asta»), podria referir-se també a obeliscs o pedres però en aquest cas s'accepta la interpretació amb el sentit originari de piques o llances. Aquest ritual funerari passaria a ser simbolitzat en les esteles representant l'heroïcitat del difunt. El nombre de llances no es relaciona necessàriament amb el nombre d'enemics vençuts o de batalles guanyades. Habitualment són 3, 4 o 5 i sembla que depèn de l'espai disponible per a la decoració de l'estela.
La llança no és l'arma més noble d'un guerrer, com podria ser l'espasa, l'escut o el casc, però els ibers eren coneguts com a bons genets i llancers. Així es representen sovint en les monedes ibèriques.
La iconografia de la lluna podria estar relacionada amb una deïtat ibèrica. La lluna en un context funerari representaria el cicle de la vida. L'esvàstica és una representació solar. La roseta o disc radiat podria representar l'escut del guerrer, la caetra ibèrica, o bé una decoració floral com les trobades en mosaics romans de Baetulo, però en el context funerari segurament és un símbol astral. En la religiositat ibèrica, de caràcter rural, es venerava la natura i els astres com el sol i la lluna.

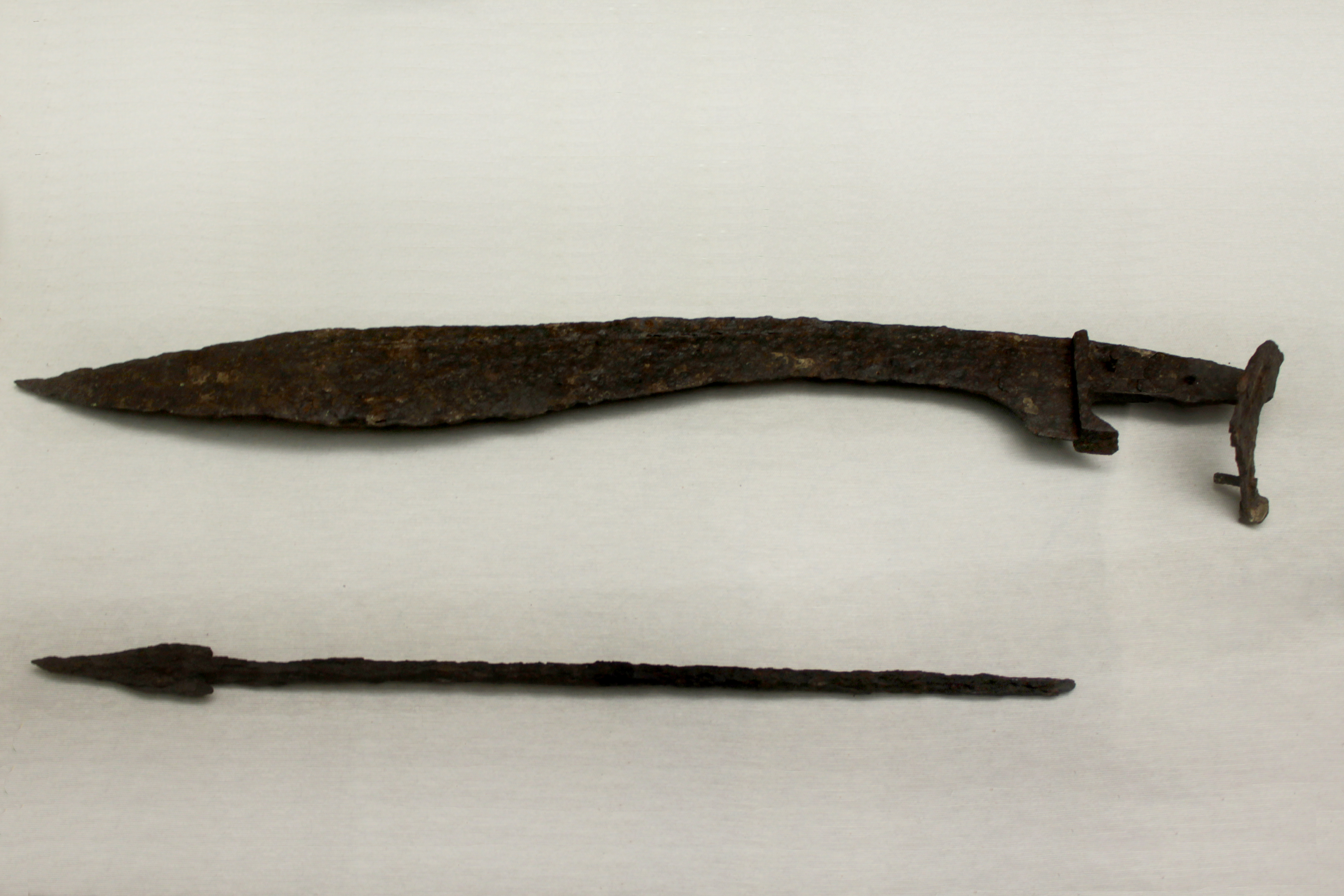
Armes ibèriques: una falcada i un fragment d'un soliferreum
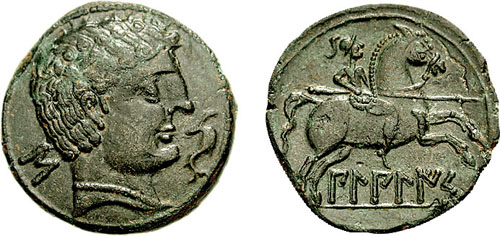
Moneda ibèrica de Bilbilis amb un genet a la càrrega amb una llança